# Staelonchodes amaurops
Staelonchodes amaurops (Synonym: Lonchodes amaurops) ist eine Art der Gespenstschrecken und wird seit 2008 der Familie Phasmatidae zugerechnet.

## Merkmale
Weibchen der Art Staelonchodes amaurops erreichen 9 bis 11 cm, Männchen 7,5 bis 9 cm Körperlänge. Beide Geschlechter sind flügellos. Die Tiere sind von langer, stabförmiger Gestalt. Während Weibchen bräunlich gefärbt sind, sind die dunkleren Männchen grün oder hellbraun mit grün. Am Kopf (Caput) befinden sich zwei Stachel, weitere sind an den Beinen. Wie allen anderen Arten der Knickstabschrecken hat auch diese Art die Fähigkeit den Körper zwischen Meso- und Metathorax abzuknicken, wodurch die Tarnung, die hier darin besteht einen dünnen, trockenen Zweig nachzuahmen, noch verstärkt wird. Weibchen haben auf dem fünften Segment des Hinterleibes (Abdomen) einen leicht nach hinten gerichteten Stachel und auf dem sechsten Hinterleibssegment einen warzenartigen Verdickung.

## Verbreitung und Lebensweise
Staelonchodes amaurops kommt in der Natur ausschließlich in den tropischen Regenwäldern Sarawaks (Malaysia) im Nordwesten der Insel Borneo vor.
Die Verteidigung  von Staelonchodes amaurops besteht  in Phytomimese, also dem schon erwähnten nachahmen von dünnen Zweigen. Die Art vermehrt sich durch geschlechtliche Fortpflanzung. Die Weibchen legen pro Tag mehrere, hellbraune Eier, die eine Länge von knapp 3 mm, eine Breite von knapp 2 mm und ein Gewicht von ca. 5 mg haben. Auf dem Deckel (Operculum) der Eier sitzt ein pilzförmiges, gelbes Capitulum. Der Schlupf der braungrün gefärbten Nymphen erfolgt etwa nach drei bis vier Monaten. Ab der vierten Häutung ist bei den Weibchen der Dorn auf dem Hinterleib erkennbar.

## Systematik
Wissenschaftlich beschrieben wurde die Art im Jahre 1859 von dem englischen Entomologen John Westwood als Lonchodes amaurops. Im Jahr 2016 wurde sie von Francis Seow-Choen in die Gattung Staelonchodes überstellt. Neben dem ursprünglichen Namen existieren folgende Synonyme:
- Dixippus bicolor Brunner von Wattenwyl, 1907 (zeitweilig auch Phasgania bicolor oder Carausius bicolor)
- Lonchodes dispar Bates, 1865 (zeitweilig auch Staelonchodes dispar)

## Terrarienhaltung
Wie in der Natur ist Staelonchodes amaurops auch im Terrarium als polyphager Pflanzenfresser mit verschiedenen Futterpflanzen zu ernähren. So nimmt sie unter anderem das Laub von Brombeeren, Weißdorn, Liguster, Eiche und Himbeere an. Mit Temperaturen knapp über 20 °C und eine mittlere Luftfeuchte um 70 % stellt die Art auch keine besonders hohen Umweltansprüche.
Von der Phasmid Study Group wird sie unter der PSG-Nummer 100 geführt.